# Mustafa Sandal
Mustafa Sandal, allmänt känd som Musti, född 1970 i Istanbul, är en turkisk popsångare och låtskrivare. Han har haft stor framgång i Tyskland och i sitt hemland. 
Sandal slutförde sin gymnasieutbildning på Collège du Léman i Genève i Schweiz och flyttade därefter till USA för att fortsätta sin utbildning på New Hampshire College. Väl tillbaka i Istanbul började han skriva musik för kända turkiska sångare som Zerrin Özer, Hakan Peker, Yonca Evcimik, Ayşegül Aldinç och även sin egen musik.
1994 släppte Sandal sitt debutalbum Suç Bende som såldes i 1,7 miljoner exemplar. Vid denna tid framträdde han på 140 konserter i Turkiet och trettio konserter i Europa. 1996 flyttade Sandal till London för att arbeta med ett nytt album. Senare samma år kom hans andra album Gölgede Aynı som såldes i 3,5 miljoner exemplar. I januari 2005 kom hans nya maxisingel İsyankar ut i Europa. Det var en nyutgåva av hans mest populära hits från de tidigare åren i Turkiet. İsyankar höll första platsen på den turkiska topplistan i åtta veckor och nådde även Topp 10-listan i Tyskland, Österrike och Schweiz. 2006 belönades İsyankar med en guldskiva.
Sandal gifte sig 2008 med den serbiska sångerskan Emina Jahović. Paret har två söner.

## Diskografi

### Album
- 1994: Suç Bende
- 1996: Gölgede Aynı
- 1998: Detay
- 2000: Akışına Bırak
- 2002: Kop
- 2003: Seven
- 2004: İste
- 2007: Devamı Var
- 2009: Karizma

### Maxi-singlar
- 2003: Maxi Sandal
- 2005: İsyankar
- 2005: Yamalı Tövbeler

### Singlar
- 2003: Aya Benzer
- 2004: Araba